# Constante de normalización
La constante de normalización es un término que aparece en teoría de la probabilidad y en distintas otras áreas de las matemáticas. Se utiliza para reducir cualquier función de probabilidad a una función de densidad de probabilidad, de forma que su probabilidad total tenga valor uno.

## Definición y ejemplos
En teoría de la probabilidad, una constante de normalización se define como un valor mediante el que una función no negativa en todo su dominio debe multiplicarse para que el área debajo de su gráfica sea 1, por ejemplo, para convertirla en una función de densidad de probabilidad o en una función de probabilidad. Por ejemplo, si se define
{\displaystyle p(x)=e^{-x^{2}/2},x\in (-\infty ,\infty )}
entonces se tiene que
{\displaystyle \int _{-\infty }^{\infty }p(x)\,dx=\int _{-\infty }^{\infty }e^{-x^{2}/2}\,dx={\sqrt {2\pi \,}},}
Si se define una función {\displaystyle \varphi (x)} como
{\displaystyle \varphi (x)={\frac {1}{\sqrt {2\pi \,}}}p(x)={\frac {1}{\sqrt {2\pi \,}}}e^{-x^{2}/2}}
y por lo tanto
{\displaystyle \int _{-\infty }^{\infty }\varphi (x)\,dx=\int _{-\infty }^{\infty }{\frac {1}{\sqrt {2\pi \,}}}e^{-x^{2}/2}\,dx=1}
Entonces, se dice que la función {\displaystyle \varphi (x)} es una función de densidad de probabilidad. En este caso, se trata de una distribución normal estándar (aquí, estándar significa que su esperanza matemática es 0 y su varianza es 1).
En consecuencia, la constante {\displaystyle {\frac {1}{\sqrt {2\pi \,}}}} es la constante de normalización de la función {\displaystyle p(x)}.
De forma similar,
{\displaystyle \sum _{n=0}^{\infty }{\frac {\lambda ^{n}}{n!}}=e^{\lambda },}
y consecuentemente
{\displaystyle f(n)={\frac {\lambda ^{n}e^{-\lambda }}{n!}}}
es una función de densidad en el conjunto de todos los enteros no negativos. Esta es la función de probabilidad de densidad de la distribución de Poisson con el valor esperado λ.
Se debe tener en cuenta que si la función de densidad de probabilidad es una función de varios parámetros, también lo será su constante de normalización. La constante de normalización parametrizada para la distribución Boltzmann desempeña un papel central en la física estadística. En ese contexto, la constante de normalización se llama función de partición.

## Teorema de Bayes
El teorema de Bayes afirma que la medida de la probabilidad posterior es proporcional al producto de la medida de probabilidad anterior y a la función de verosimilitud. Proporcional a implica que debe multiplicarse o dividirse por una constante de normalización para asignar la medida 1 a todo el espacio, es decir, para obtener una medida de probabilidad. En un caso simple y discreto se tiene que
{\displaystyle P(H_{0}|D)={\frac {P(D|H_{0})P(H_{0})}{P(D)}}}
donde P (H0) es la probabilidad previa de que la hipótesis sea cierta; P(D|H0) es la probabilidad condicionada de los datos dado que la hipótesis es cierta, pero dado que los datos son conocidos, es la verosimilitud de la hipótesis (o sus parámetros) dados los datos; P(H0|D) es la probabilidad posterior de que la hipótesis sea cierta dados los datos. P(D) debe ser la probabilidad de producir los datos, pero por sí sola es difícil de calcular, por lo que una forma alternativa de describir esta relación es como una condición de proporcionalidad:
{\displaystyle P(H_{0}|D)\propto P(D|H_{0})P(H_{0}).}
Dado que P (H|D) es una probabilidad, la suma sobre todas las posibles hipótesis (mutuamente excluyentes) debe ser 1, lo que lleva a la conclusión de que
{\displaystyle P(H_{0}|D)={\frac {P(D|H_{0})P(H_{0})}{\displaystyle \sum _{i}P(D|H_{i})P(H_{i})}}.}
En este caso, el recíproco del valor
{\displaystyle P(D)=\sum _{i}P(D|H_{i})P(H_{i})\;}
es la constante de normalización. El principio puede generalizarse desde un número finito de hipótesis hasta una distribución continua reemplazando la suma por una integral.

## Usos no probabilísticos
Los polinomios de Legendre se caracterizan por ser ortogonales con respecto a la medida uniforme en el intervalo [−1, 1]; y por el hecho de que están normalizados, de modo que su valor en 1 es 1. La constante por la cual se multiplica un polinomio de modo que su valor en 1 es 1 es una constante de normalización.
Las funciones ortonormales están normalizadas de tal manera que
{\displaystyle \langle f_{i},\,f_{j}\rangle =\,\delta _{i,j}}
con respecto a algún producto interno <f, g>.
La constante 1/√2 se utiliza para establecer las funciones hiperbólicas cosh y sinh a partir de las longitudes de los lados adyacentes y opuestos de un triángulo hiperbólico.